# Пвани (регион)
Пвани е един от 26-те региона на Танзания. Разположен е в източната част на страната и има излаз на Индийския океан. Площта на региона е 32 407 км². Населението му е 1 098 668 жители (по преброяване от август 2012 г.). Столица на региона е град Кибаха.
Тук се намира Националният парк Саадани, единственият национален парк в Танзания, който е разположен на брега на океана.

## Окръзи
Регион Пвани е разделен на 6 окръга: Багамойо, Кибаха, Кисараве, Руфиджи, Мкуранга и окръг |Мафия, който обхваща остров Мафия.